# Список глав правительства Эстонии
Список глав правительств Эстонии включает в себя лиц, возглавлявших правительство в Эстонии независимо от наименования должности, включая лиц, возглавлявших эстонское правительство в разных формах в период образования эстонской государственности(), руководителей правительства в изгнании() и руководителей правительства советской республики в составе СССР().
Использованная в первом столбце таблиц нумерация является условной; также условным является использование в первом столбце цветовой заливки, служащей для упрощения восприятия принадлежности лиц к различным политическим силам без необходимости обращения к столбцу, отражающему партийную принадлежность. Наряду с партийной принадлежностью, в столбце «Партия» также отражён внепартийный (независимый) статус персоналий. В таблицах в столбце «Выборы» отражены состоявшиеся выборные процедуры; в случае, если глава правительства получил полномочия без таковых, столбец не заполняется. Для удобства список разделён на принятые в историографии периоды истории страны. Приведённые в преамбулах к каждому из разделов описания этих периодов призваны пояснить особенности её политической жизни.

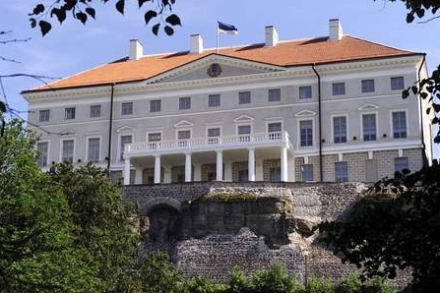
Дом Стенбока, резиденция правительства

## Создание Эстонской Республики (1917—1920)

### Временное правительство Эстонии (1918—1919)
30 марта (12 апреля) 1917 года Временное правительство России издало постановление «О временном устройстве административного управления и местного самоуправления Эстляндской губернии». Она была объединена с северной частью Лифляндской губернии и образовала Эстляндскую автономную губернию. Согласно постановлению, для представительства Временного правительства был назначен губернский комиссар (им стал Яан Поска), при котором создавался Временный губернский земский совет. Первое заседание Земского совета состоялось 1 (14) июля 1917 года в Ревеле.
На выборах в Эстонское Учредительное собрание в начале 1918 года две трети избирателей поддержали партии, настаивающие на государственном статусе Эстонии, после чего выборы были объявлены недействительными. Совет старейшин Земского совета решил провозгласить независимость Эстонии, для чего 19 февраля был создан Комитет спасения Эстонии с особыми полномочиями. 23 февраля в Пярну Комитет спасения огласил «Манифест ко всем народам Эстонии», в котором провозглашалась независимость Эстонской республики. Возможность огласить его в Ревеле появилась только утром 25 февраля, после чего было сформировано Временное правительство во главе с Константином Пятсом. В этот же день в город вошли германские войска; работа правительства была продолжена в подполье как внутриполитическое противостояние оккупации и внешнеполитическое продвижение дипломатического признания эстонской независимости за рубежом.
11 ноября 1918 года было заключено Компьенское перемирие между Германской империей и Антантой, что означало и прекращение германской оккупации Эстонии. В тот же день в Таллинне возобновило легальную работу Временное правительство, однако только 19 ноября представитель германского правительства Август Винниг подписал (в Риге) документ о передаче гражданского управления эстонской администрации. На открывшейся 23 апреля 1919 года I сессии Учредительного собрания на его заседании 9 мая Временное правительство было распущено и образовано первое правительство Республики Эстония во главе с Отто Страндманом.
Курсивом на сером фоне показаны даты начала и окончания полномочий Яана Поски, замещавшего Константина Пятса до его возвращения из германского лагеря для военнопленных.
|           | Портрет        | Имя (годы жизни)                                 | Полномочия      | Полномочия | Партия | Наименование поста                                            | Кабинет             | Пр.                 |
| Начало    | Портрет        | Имя (годы жизни)                                 | Окончание       | | Партия | Наименование поста                                            | Кабинет             | Пр.                 |
| --------- | -------------- | ------------------------------------------------ | --------------- | --- | --- | ------------------------------------------------------------- | ------------------- | ------------------- |
| 1 (I—III) |                | Константин Пятс (1874—1956) эст. Konstantin Päts | 25 февраля 1918 | 12 ноября 1918 | Эстонский союз земледельцев в коалиции с Эстонской трудовой партией, Эстонской демократической партией и Эстонской социал-демократической рабочей партией                            | председатель Совета министров эст. ministrite Nõukogu esimees | Пятс (I врем.)      | [ 9 ] [ 10 ] [ 11 ] |
| 1 (I—III) | 12 ноября 1918 | Константин Пятс (1874—1956) эст. Konstantin Päts | 27 ноября 1918  | Эстонский союз земледельцев в коалиции с Эстонской трудовой партией, Эстонской демократической партией, после 16 ноября 1918 года с Эстонской социал-демократической рабочей партией | премьер-министр эст. peaminister | Пятс (II врем.)                                               | [ 9 ] [ 10 ] [ 12 ] |                     |
| 1 (I—III) | 27 ноября 1918 | Константин Пятс (1874—1956) эст. Konstantin Päts | 9 мая 1919      | Эстонский союз земледельцев в коалиции с Эстонской трудовой партией, Эстонской демократической партией (позже Народной партией Эстонии), Эстонской социал-демократической рабочей партией, после 28 ноября 1918 года с Немецко-балтийской партией, после 28 февраля 1919 года с Русским национальным союзом в Эстонии | премьер-министр эст. peaminister | Пятс (III врем.)                                              | [ 9 ] [ 10 ] [ 13 ] |                     |
| и. о.     |                | Яан Поска (1866—1920) эст. Jaan Poska            | 11 ноября 1918  | 20 ноября 1918 | Эстонский союз земледельцев в коалиции с Эстонской трудовой партией, Эстонской демократической партией, после 16 ноября 1918 года с Эстонской социал-демократической рабочей партией |                                                               | Пятс (II врем.)     | [ 14 ]              |

### Период Учредительного собрания (1919—1920)
После начала работы 23 апреля 1919 года Учредительного собрания Учредительного собрания на его состоявшемся 9 мая заседании Временное правительство было распущено и сформирован кабинет во главе с Отто Страндманом.
|        | Портрет | Имя (годы жизни)                                             | Полномочия      | Полномочия      | Партия | Кабинет       | Пр.                  |
| Начало | Портрет | Имя (годы жизни)                                             | Окончание       |                 | Партия | Кабинет       | Пр.                  |
| ------ | ------- | ------------------------------------------------------------ | --------------- | --------------- | --- | ------------- | -------------------- |
| 2 (I)  |         | Отто Аугуст Страндман (1875—1941) эст. Otto August Strandman | 9 мая 1919      | 18 ноября 1919  | Эстонская трудовая партия в коалиции с Эстонской социал-демократической рабочей партией и, до 20 сентября 1919 года, с Народной партией Эстонии | Страндман (I) | [ 15 ] [ 16 ] [ 17 ] |
| 3 (I)  |         | Яан Тыниссон (1868—1941?) эст. Jaan Tõnisson                 | 18 ноября 1919  | 28 июля 1920    | Народная партия Эстонии в коалиции с Эстонской трудовой партией и Эстонской социал-демократической рабочей партией                              | Тыниссон (I)  | [ 18 ] [ 19 ] [ 20 ] |
| 4      |         | Адо Бирк (1883—1942 эст. Ado Birk (Бирк, Авдий Адович)       | 28 июля 1920    | 30 июля 1920    | Народная партия Эстонии в коалиции с Эстонской трудовой партией и Христианской народной партией                                                 | Бирк          | [ 21 ] [ 22 ] [ 23 ] |
| 3 (II) |         | Яан Тыниссон (1868—1941?) эст. Jaan Tõnisson                 | 30 июля 1920    | 26 октября 1920 | Народная партия Эстонии | Тыниссон (II) | [ 18 ] [ 19 ] [ 24 ] |
| 5 (I)  |         | Антс Пийп (1884—1942) эст. Ants Piip                         | 26 октября 1920 | 20 декабря 1920 | Эстонская трудовая партия | Пийп          | [ 25 ] [ 26 ] [ 27 ] |

### Советская власть (1917—1918), Эстляндская трудовая коммуна (1918—1920)

Члены Совета Эстляндской трудовой коммуны. Слева направо: Х. Пегельман, Я. Анвельт, О. Рястас, Й. Кясперт, М. Тракман, К. Мюльберг и А. Вальнер

С 12 (25) октября 1917 года по 14 (27) октября 1917 года в Ревеле состоялся II съезд Советов Эстляндской губернии, который потребовал перехода всей власти в губернии к Советам рабочих и солдатских депутатов. 22 октября (4 ноября) 1917 года на совместном заседании Исполкома Советов Эстляндской губернии и Исполкома Ревельского Совета рабочих и солдатских депутатов был образован Военно-революционный комитет Эстляндской губернии (ВРК) под председательством И. В. Рабчинского, на следующий день взявший под контроль все стратегические пункты Ревеля. В течение трёх дней власть в Эстляндской губернии, за исключением оккупированного германскими войсками Моонзундского архипелага, перешла к Советам рабочих и солдатских депутатов, и 27 октября (9 ноября) 1917 года комиссар Всероссийского Временного правительства Яан Поска официально передал все дела по управлению Эстляндской губернией уполномоченному ВРК В. Э. Кингисеппу. 12 января 1918 года верховным органом власти был объявлен Исполнительный комитет Эстляндского Совета рабочих, воинских, безземельных и малоземельных депутатов под председательством Яана Анвельта.
19 января (1 февраля) 1918 года Исполком опубликовал проект конституции, в котором будущая Эстонская советская республика провозглашалась автономной частью Российской Федеративной Советской Республики, но 11 (24) февраля 1918 года, накануне оккупации Ревеля германскими войсками (и предшествующего этому оглашения Комитетом спасения Эстонии манифеста об эстонской независимости и создания Временного правительства), представители Совета были эвакуированы в Петроград.
15 июля 1918 года в Москве на конференции эстонских секций РКП(б) было принято решение о создании Красных эстонских полков — национальных подразделений Красной Армии. После занятия Нарвы Красной армией в городе был образован Временный революционный комитет (ревком), провозгласивший 29 ноября 1918 года создание Эстляндской трудовой коммуны, её временной столицей была объявлена Нарва; сформированный Совет Коммуны возглавил Яан Анвельт. 7 декабря 1918 года Совет народных комиссаров РСФСР издал декрет о признании независимости Эстляндской трудовой коммуны. 7 января 1919 года при поддержке Антанты началось совместное контрнаступление вооружённых сил Эстонской республики и белогвардейских сил под командованием генерала Н. Юденича, в результате которого 19 января была взята Нарва. Совет Коммуны покинул город, до 1 февраля работал в Выру, затем до 4 февраля — в латвийском Алуксне, после переехал в Лугу (по другим источникам — в Старую Руссу), где объявил о самороспуске.
| | Портрет | Имя (годы жизни) | Полномочия | Полномочия | Партия | Пр. |
| Начало | Портрет | Имя (годы жизни) | Окончание | | Партия | Пр. |
| Председатель Исполнительного комитета Эстляндского Совета рабочих, воинских, безземельных и малоземельных депутатов (эст. Täidesaatva komitee ja Eesti Nõukogu ja töötajad, sõjaväe, maata ja vähe maa saadikute esimees) | Председатель Исполнительного комитета Эстляндского Совета рабочих, воинских, безземельных и малоземельных депутатов (эст. Täidesaatva komitee ja Eesti Nõukogu ja töötajad, sõjaväe, maata ja vähe maa saadikute esimees) | Председатель Исполнительного комитета Эстляндского Совета рабочих, воинских, безземельных и малоземельных депутатов (эст. Täidesaatva komitee ja Eesti Nõukogu ja töötajad, sõjaväe, maata ja vähe maa saadikute esimees) | Председатель Исполнительного комитета Эстляндского Совета рабочих, воинских, безземельных и малоземельных депутатов (эст. Täidesaatva komitee ja Eesti Nõukogu ja töötajad, sõjaväe, maata ja vähe maa saadikute esimees) | Председатель Исполнительного комитета Эстляндского Совета рабочих, воинских, безземельных и малоземельных депутатов (эст. Täidesaatva komitee ja Eesti Nõukogu ja töötajad, sõjaväe, maata ja vähe maa saadikute esimees) | Председатель Исполнительного комитета Эстляндского Совета рабочих, воинских, безземельных и малоземельных депутатов (эст. Täidesaatva komitee ja Eesti Nõukogu ja töötajad, sõjaväe, maata ja vähe maa saadikute esimees) | Председатель Исполнительного комитета Эстляндского Совета рабочих, воинских, безземельных и малоземельных депутатов (эст. Täidesaatva komitee ja Eesti Nõukogu ja töötajad, sõjaväe, maata ja vähe maa saadikute esimees) |
| --- | --- | --- | --- | --- | --- | --- |
| | | Яан Анвельт (1879—1937) эст. Jaan Anvelt (Анвельт, Ян Янович) | 12 (25) января 1918 | 11 (24) февраля 1918 | Российская социал-демократическая рабочая партия (большевиков) | [ 36 ] |
| Председатель Совета Эстляндской трудовой коммуны (эст. Eesti Töörahva Kommuuni Nõukogu esimees) | | | | | | |
| | | Яан Анвельт (1879—1937) эст. Jaan Anvelt (Анвельт, Ян Янович) | 29 ноября 1918 | 14 мая 1919 | Российская социал-демократическая рабочая партия (большевиков) | [ 36 ] |

## Первая Республика (1920—1940)

### Государственные старейшины (1920—1937)
Государственный старейшина (эст. Riigivanem) — должность руководителя правительства Эстонии и одновременно главы эстонского государства. Согласно конституции, принятой 15 июня 1920 года Учредительным собранием (вступила в силу 21 декабря 1920 года), членами Правительства Эстонской Республики являлись государственный старейшина и министры. Первый был наделён полномочиями представлять государство, управлять деятельностью правительства и руководить его заседаниями, но не мог выполнять роль арбитра в конфликтах правительства с Рийгикогу (парламентом). После проведения первых выборов в Рийгикогу, Учредительное собрание самораспустилось 20 декабря 1920 года.
|           | Портрет      | Имя (годы жизни) | Полномочия      | Полномочия | Партия | Выборы               | Кабинет              | Пр.                  |
| Начало    | Портрет      | Имя (годы жизни) | Окончание       | | Партия | Выборы               | Кабинет              | Пр.                  |
| --------- | ------------ | --- | --------------- | --- | --- | -------------------- | -------------------- | -------------------- |
| 5 (II)    |              | Антс Пийп (1884—1942) эст. Ants Piip                                                                                                  | 20 декабря 1920 | 25 января 1921 | Эстонская партия труда | 1920                 | Пийп                 | [ 25 ] [ 26 ] [ 27 ] |
| 1 (IV)    |              | Константин Пятс (1874—1956) эст. Konstantin Päts                                                                                      | 25 января 1921  | 21 ноября 1922 | Объединение аграриев в коалиции с Народной партией Эстонии, Христианской народной партией и, до 13 октября 1921 года, с Эстонской трудовой партией                                                                          | 1920                 | Пятс (I)             | [ 9 ] [ 10 ] [ 39 ]  |
| 6         |              | Юхан Кукк (1885—1942) эст. Juhan (Johann) Kukk                                                                                        | 21 ноября 1922  | 2 августа 1923 | Эстонская трудовая партия в коалиции с Объединением аграриев и Народной партией Эстонии | 1920                 | Кукк                 | [ 40 ] [ 41 ] [ 42 ] |
| 6         | 1923         | Юхан Кукк (1885—1942) эст. Juhan (Johann) Kukk                                                                                        | 21 ноября 1922  | 2 августа 1923 | Эстонская трудовая партия в коалиции с Объединением аграриев и Народной партией Эстонии |                      | Кукк                 | [ 40 ] [ 41 ] [ 42 ] |
| 1 (V)     |              | Константин Пятс (1874—1956) эст. Konstantin Päts                                                                                      | 2 августа 1923  | 26 марта 1924 | Объединение аграриев в коалиции с Христианской народной партией, Эстонской трудовой партией и Народной партией Эстонии | Пятс (II)            | [ 9 ] [ 10 ] [ 43 ]  |                      |
| 7         |              | Фридрих Карл Акель (1871—1942) эст. Friedrich Karl Akel                                                                               | 26 марта 1924   | 16 декабря 1924 | Христианская народная партия в коалиции с Эстонской партией труда и Народной партией Эстонии | Акель                | [ 44 ] [ 45 ] [ 46 ] |                      |
| 8         |              | Йюри Яаксон (1870—1942) эст. Jüri Jaakson                                                                                             | 16 декабря 1924 | 15 декабря 1925 | Народная партия Эстонии в коалиции с Объединением аграриев, Эстонской социал-демократической рабочей партией (позже Эстонской социалистической рабочей партией), Эстонской трудовой партией и Христианской народной партией | Яаксон               | [ 47 ] [ 48 ] [ 49 ] |                      |
| 9 (I—III) |              | Яан Теэмант (1872—1941) эст. Jaan Teemant                                                                                             | 15 декабря 1925 | 23 июля 1926 | Объединение аграриев в коалиции с Эстонской трудовой партией, Христианской народной партией, Группой поселенцев, государственных арендаторов и мелких землевладельцев и Национальной либеральной партией                    | Теэмант (I)          | [ 50 ] [ 51 ] [ 52 ] |                      |
| 9 (I—III) | 1926         | Яан Теэмант (1872—1941) эст. Jaan Teemant                                                                                             | 15 декабря 1925 | 23 июля 1926 | Объединение аграриев в коалиции с Эстонской трудовой партией, Христианской народной партией, Группой поселенцев, государственных арендаторов и мелких землевладельцев и Национальной либеральной партией                    | Теэмант (I)          | [ 50 ] [ 51 ] [ 52 ] |                      |
| 9 (I—III) | 23 июля 1926 | Яан Теэмант (1872—1941) эст. Jaan Teemant                                                                                             | 4 марта 1927    | Объединение аграриев в коалиции с Христианской народной партией, Группой поселенцев, государственных арендаторов и мелких землевладельцев, Эстонской трудовой партией и Партией домовладельцев | Теэмант (II) | [ 50 ] [ 51 ] [ 53 ] |                      |                      |
| 9 (I—III) | 4 марта 1927 | Яан Теэмант (1872—1941) эст. Jaan Teemant                                                                                             | 9 декабря 1927  | Объединение аграриев в коалиции с Христианской народной партией, Группой поселенцев, государственных арендаторов и мелких землевладельцев, Эстонской трудовой партией и Партией домовладельцев | Теэмант (III) | [ 50 ] [ 51 ] [ 54 ] |                      |                      |
| 3 (III)   |              | Яан Тыниссон (1868—1941?) эст. Jaan Tõnisson                                                                                          | 9 декабря 1927  | 4 декабря 1928 | Народная партия Эстонии в коалиции с Объединением аграриев, Группой поселенцев, государственных арендаторов и мелких землевладельцев и Эстонской партией труда                                                              | Тыниссон (III)       | [ 18 ] [ 19 ] [ 55 ] |                      |
| 10        |              | Аугуст Рей (1886—1963) эст. August Rei                                                                                                | 4 декабря 1928  | 9 июля 1929 | Эстонская социалистическая рабочая партия в коалиции с Группой поселенцев, государственных арендаторов и мелких землевладельцев, Эстонской трудовой партией и Христианской народной партией                                 | Рей                  | [ 56 ] [ 57 ] [ 58 ] |                      |
| 10        | 1929         | Аугуст Рей (1886—1963) эст. August Rei                                                                                                | 4 декабря 1928  | 9 июля 1929 | Эстонская социалистическая рабочая партия в коалиции с Группой поселенцев, государственных арендаторов и мелких землевладельцев, Эстонской трудовой партией и Христианской народной партией                                 | Рей                  | [ 56 ] [ 57 ] [ 58 ] |                      |
| 2 (II)    |              | Отто Аугуст Страндман (1875—1941) эст. Otto August Strandman                                                                          | 9 июля 1929     | 12 февраля 1931 | Эстонская трудовая партия в коалиции с Группой поселенцев, государственных арендаторов и мелких землевладельцев, Объединением аграриев, Христианской народной партией и Народной партией Эстонии                            | Страндман (II)       | [ 15 ] [ 16 ] [ 59 ] |                      |
| 1 (VI)    |              | Константин Пятс (1874—1956) эст. Konstantin Päts                                                                                      | 12 февраля 1931 | 19 февраля 1932 | Объединение аграриев в коалиции с Народной партией Эстонии и Эстонской социалистической рабочей партией | Пятс (III)           | [ 9 ] [ 10 ] [ 60 ]  |                      |
| 9 (IV)    |              | Яан Теэмант (1872—1941) эст. Jaan Teemant                                                                                             | 19 февраля 1932 | 19 июля 1932 | Объединённая фермерская партия в коалиции с Национальной центристской партией | Теэмант (IV)         | [ 50 ] [ 51 ] [ 61 ] |                      |
| 9 (IV)    | 1932         | Яан Теэмант (1872—1941) эст. Jaan Teemant                                                                                             | 19 февраля 1932 | 19 июля 1932 | Объединённая фермерская партия в коалиции с Национальной центристской партией | Теэмант (IV)         | [ 50 ] [ 51 ] [ 61 ] |                      |
| 11 (I)    |              | Карл Аугуст Эйнбунд (1888—1942) эст. Karl August Einbund в 1935 году принял «эстонизированное» имя Каарел Ээнпалу эст. Kaarel Eenpalu | 19 июля 1932    | 1 ноября 1932 | Объединённая фермерская партия в коалиции с Национальной центристской партией | Эйнбунд (I)          | [ 62 ] [ 63 ] [ 64 ] |                      |
| 1 (VII)   |              | Константин Пятс (1874—1956) эст. Konstantin Päts                                                                                      | 1 ноября 1932   | 18 мая 1933 | Объединённая фермерская партия в коалиции с Национальной центристской партией и Эстонской социалистической рабочей партией                                                                                                  | Пятс (IV)            | [ 9 ] [ 10 ] [ 65 ]  |                      |
| 3 (IV)    |              | Яан Тыниссон (1868—1941?) эст. Jaan Tõnisson                                                                                          | 18 мая 1933     | 21 октября 1933 | Национальная центристская партия в коалиции с Союзом поселенцев и мелких землевладельцев | Тыниссон (IV)        | [ 18 ] [ 19 ] [ 66 ] |                      |
| 1 (VIII)  |              | Константин Пятс (1874—1956) эст. Konstantin Päts                                                                                      | 21 октября 1933 | 24 января 1934 | Объединение аграриев во внепартийной коалиции | Пятс (V)             | [ 9 ] [ 10 ] [ 67 ]  |                      |

### Диктатура Пятса (1934—1940), присоединение к СССР (1940)

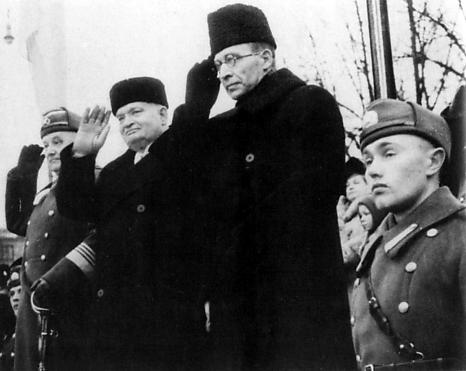
Празднование годовщины независимости Эстонии, 24 февраля 1940 года. Слева направо: генерал Йохан Лайдонер, президент Константин Пятс, премьер-министр Йюри Улуотс

На референдуме, прошедшем 14—16 октября 1933 года, была одобрена предложенная радикальной Лигой ветеранов Освободительной войны новая конституция, ограничившая полномочия законодателей (было введено право вето главы государства на решения парламента и его роспуска) и осуществившая разделение постов главы государства, избираемого прямыми выборами, и главы правительства.
Со дня вступления второй конституции в силу 24 января 1934 года Константин Пятс как действующий глава правительства сохранил за собой полномочия главы государства на период до проведения его прямых выборов; опасаясь проигрыша на них лидеру ультраправой Лиге ветеранов Артуру Сирку, Пятс осуществил ряд мероприятий по укреплению своей власти, получивших название «государственного переворота»: 12 марта 1934 года в 14:00 по всей стране состоялись аресты членов Лиги ветеранов, в 17:30 на экстренном заседании правительства деятельность Лиги была запрещена, генерал в отставке Йохан Лайдонер назначен главнокомандующим Вооружённых сил и руководителем внутренней обороны. 2 октября 1934 года состоялось последнее заседание Рийгикогу, прекращение деятельности которого стало началом авторитарной диктатуры («эпохи безмолвия», эст. Vaikiv ajastu). 5 марта 1935 года по распоряжению министра внутренних дел был установлен запрет на деятельность политических партий, однако 7 марта по инициативе Пятса был создан «Союз Отечества», общенациональное объединение, имеющее целью укрепление государственного единогласия.
В этих условиях 23—25 февраля 1936 года был проведён референдум об одобрении предшествовавших действий Пятса, подтверждении его чрезвычайных полномочий и созыве национального собрания (эст. Rahvuskogu) для принятия новой конституции. Выборы в национальное собрание состоялись 12—14 декабря 1936 года, 18 февраля 1937 года оно начало работу, а 28 июля — утвердило третью конституцию (вступила в силу 1 января 1938 года), по которой вводился пост президента республики. Закон о переходном периоде, опубликованный одновременно с конституцией, но вступивший в силу 3 сентября 1937 года, наделил Пятса до вступления в должность избранного президента полномочиями «протектора (хранителя) государства» (эст. Riigihoidja, регент). На состоявшихся 24 апреля 1938 года президентских выборах предсказуемо победил Константин Пятс, в тот же день назначивший правительство во главе с Каарелом Ээнпалу.
После подписания 23 августа 1939 года Договора о ненападении между Германией и Советским Союзом, секретным дополнительным протоколом к которому Эстония была отнесена к сфере интересов СССР, СССР оказало давление на Эстонию, сначала вынудив её предоставить в его распоряжение несколько военных и военно-морских баз на эстонской территории (на основании Пакта о взаимопомощи между СССР и Эстонской Республикой от 28 сентября 1939 года), затем, обвинив 15 июня 1940 года эстонскую сторону в нарушении условий Пакта, добилось свободного пропуска на территорию Эстонии советских воинских частей и смены правительства страны. После формирования 21 июня правительства во главе с Йоханнесом Варесом, 5 июля президент Пятс подписал указ о проведении внеочередных парламентских выборов, а также отдал приказ правительству о принятии необходимых мер для их проведения. Внеочередные выборы, прошедшие 14—15 июля 1940 года по ускоренной процедуре (согласно срочно принятым многочисленным поправкам к Закону о выборах), принесли победу Союзу трудового народа Эстонии (списки иных партий и объединений по разным основаниям к выборам допущены не были). 21 июля первая сессия парламента нового созыва приняла решение об установлении в стране Советской власти и образовании Эстонской Советской Социалистической Республики. 22 июля была принята декларация о вступлении Эстонии в состав СССР. В тот же день президент Константин Пятс подал прошение об отставке, которое было удовлетворено на следующий день. Согласно Конституции, исполняющим обязанности президента стал премьер-министр Йоханнес Варес.
|            | Портрет     | Имя (годы жизни) | Полномочия      | Полномочия      | Партия               | Выборы                                        | Кабинет       | Пр.                 |
| Начало     | Портрет     | Имя (годы жизни) | Окончание       |                 | Партия               | Выборы                                        | Кабинет       | Пр.                 |
| ---------- | ----------- | --- | --------------- | --------------- | -------------------- | --------------------------------------------- | ------------- | ------------------- |
| (1) (VIII) |             | Константин Пятс (1874—1956) эст. Konstantin Päts                                                                                                | 24 января 1934  | 24 апреля 1938  | Объединение аграриев |                                               | Пятс (V)      | [ 9 ] [ 10 ] [ 67 ] |
|            | независимый | Константин Пятс (1874—1956) эст. Konstantin Päts                                                                                                | 24 января 1934  | 24 апреля 1938  |                      |                                               | Пятс (V)      | [ 9 ] [ 10 ] [ 67 ] |
| 1936       |             | Константин Пятс (1874—1956) эст. Konstantin Päts                                                                                                | 24 января 1934  | 24 апреля 1938  |                      |                                               | Пятс (V)      | [ 9 ] [ 10 ] [ 67 ] |
| и. о.      |             | Каарел Ээнпалу (1888—1942) эст. Kaarel Eenpalu до принятия в 1935 году «эстонизированного» имени — Карл Аугуст Эйнбунд эст. Karl August Einbund | 24 апреля 1938  | 9 мая 1938      | 1938                 | [ 62 ] [ 63 ]                                 | Пятс (V)      |                     |
| 11 (II)    | 9 мая 1938  | Каарел Ээнпалу (1888—1942) эст. Kaarel Eenpalu до принятия в 1935 году «эстонизированного» имени — Карл Аугуст Эйнбунд эст. Karl August Einbund | 12 октября 1939 | Ээнпалу (II)    | 1938                 | [ 62 ] [ 63 ] [ 85 ]                          |               |                     |
| 13         |             | Йюри Улуотс (1890—1945) эст. Jüri Uluots | 12 октября 1939 | 21 июня 1940    | 1938                 | Улуотс                                        | [ 86 ] [ 87 ] |                     |
| 14         |             | Йоханнес Варес (1890—1946) эст. Johannes Vares (Йоханес Янович Варес)                                                                           | 21 июня 1940    | 25 августа 1940 | 1938                 | Коммунистическая партия (большевиков) Эстонии | Варес         | [ 88 ]              |
| 14         | 1940        | Йоханнес Варес (1890—1946) эст. Johannes Vares (Йоханес Янович Варес)                                                                           | 21 июня 1940    | 25 августа 1940 |                      | Коммунистическая партия (большевиков) Эстонии | Варес         | [ 88 ]              |

## Эстонская ССР (1940—1990), восстановление независимости (1990—1992)

Герб Эстонской ССР

23 июля 1940 года президент Константин Пятс подал прошение об отставке, которое было удовлетворено на следующий день. Согласно Конституции, исполняющим обязанности президента стал премьер-министр Йоханнес Варес. 6 августа 1940 года VII сессия Верховного Совета СССР приняла постановление о принятии в состав СССР Эстонской ССР. 25 августа вторая сессия нового парламента Эстонии приняла решение о переименовании его во Временный Верховный Совет Эстонской ССР и образовала соответствующие руководящие органы. Было образовано советское правительство Эстонии — Совет народных комиссаров Эстонской ССР, первым председателем которого стал Йоханнес Лауристин. С 25 марта 1946 года наименование должности руководителя правительства было изменено на «Председатель Совета министров Эстонской ССР».
12 ноября 1989 года Верховный Совет Эстонской ССР аннулировал свою декларацию от 22 июля 1940 года о вхождении Эстонии в СССР, 16 ноября — принял декларацию о суверенитете, чем положил начало восстановления независимости.
23 марта 1990 года Коммунистическая партия Эстонии пережила раскол. Большинство во главе с Вайно Вялясом, выступавшее за суверенитет Эстонии, заявило о выходе партии из состава КПСС (с июня 1990 года эта группа получила название «Коммунистическая партия (самостоятельная) Эстонии»). 29 марта 1990 года Верховный Совет Эстонской ССР принял решение о ликвидации коллективного Президиума и передачи функций главы государства непосредственно Председателю Верховного Совета, на этот пост был избран Арнольд Рюйтель. На следующий день Верховный Совет ЭССР принял постановление о государственном статусе Эстонии, в котором заявил, что оккупация Эстонии Советским Союзом 17 июня 1940 года не прервала де-юре существования Эстонской Республики, объявил государственную власть Эстонской ССР незаконной с момента её установления и провозгласил начало восстановления Эстонской Республики, с объявлением переходного периода до формирования её конституционных органов государственной власти. 8 мая 1990 года Верховный Совет ЭССР принял закон о признании недействительным наименования «Эстонская Советская Социалистическая Республика», восстановил название «Эстонская республика», а также восстановил действие Конституции 1938 года, тем самым восстановив и наименование «премьер-министр» для поста главы правительства. 3 марта 1991 года состоялся референдум по вопросу независимости Эстонии, в котором приняли участие лишь правопреемные граждане Эстонской Республики. 78 % проголосовавших поддержали идею национальной независимости от СССР. 20 августа Верховный Совет принял постановление «О государственной независимости Эстонии», которое подтвердило независимость республики. 6 сентября Государственный Совет СССР официально признал независимость Эстонии.
28 июня 1992 года на референдуме была принята четвёртая конституция, которая декларировала преемственность по отношению к государству, присоединённому в 1940 году к Советскому Союзу и подтверждала восстановление Эстонской Республики путём реституции и возвращение к государственному строю, действовавшему до 1940 года.
|        | Портрет       | Имя (годы жизни)                                                                      | Полномочия       | Полномочия                       | Партия                                                                          | Кабинет                                                       | Наименование должности                                                        | Пр.             |
| Начало | Портрет       | Имя (годы жизни)                                                                      | Окончание        |                                  | Партия                                                                          | Кабинет                                                       | Наименование должности                                                        | Пр.             |
| ------ | ------------- | ------------------------------------------------------------------------------------- | ---------------- | -------------------------------- | ------------------------------------------------------------------------------- | ------------------------------------------------------------- | ----------------------------------------------------------------------------- | --------------- |
| 15     |               | Йоханнес Лауристин (1899—1941) эст. Johannes Lauristin (Йоханнес Хансович Лауристин)  | 25 августа 1940  | 28 августа 1941                  | Коммунистическая партия (большевиков) Эстонии → Коммунистическая партия Эстонии | Совнарком ЭССР                                                | Председатель Совета народных комиссаров эст. Rahvakomissaride Nõukogu esimees | [ 97 ]          |
| и. о.  |               | Оскар Сепре (1900—1965) эст. Oskar Sepre (Оскар Адович Сепре)                         | 17 июня 1942     | 28 сентября 1944                 | Коммунистическая партия (большевиков) Эстонии → Коммунистическая партия Эстонии | Совнарком ЭССР                                                | Председатель Совета народных комиссаров эст. Rahvakomissaride Nõukogu esimees | [ 98 ]          |
| 16     |               | Арнольд Веймер (1903—1977) эст. Arnold Veimer (Арнольд Тынувич Веймер)                | 28 сентября 1944 | 25 марта 1946                    | Коммунистическая партия (большевиков) Эстонии → Коммунистическая партия Эстонии | Совнарком ЭССР                                                | Председатель Совета народных комиссаров эст. Rahvakomissaride Nõukogu esimees | [ 99 ]          |
| 16     | 25 марта 1946 | Арнольд Веймер (1903—1977) эст. Arnold Veimer (Арнольд Тынувич Веймер)                | 29 марта 1951    | СМ ЭССР                          | Коммунистическая партия (большевиков) Эстонии → Коммунистическая партия Эстонии | Председатель Совета министров эст. Ministrite Nõukogu esimees |                                                                               | [ 99 ]          |
| 17     |               | Алексей Мюйрисепп (1902—1970) эст. Aleksei Müürisepp (Алексей Александрович Мюрисепп) | 29 марта 1951    | СМ ЭССР                          | Коммунистическая партия (большевиков) Эстонии → Коммунистическая партия Эстонии | Председатель Совета министров эст. Ministrite Nõukogu esimees | 12 октября 1961                                                               | [ 100 ]         |
| 18     |               | Вальтер Клаусон (1914—1988) эст. Valter Klauson (Вальтер Иванович Клаусон)            | 12 октября 1961  | СМ ЭССР                          | Коммунистическая партия (большевиков) Эстонии → Коммунистическая партия Эстонии | Председатель Совета министров эст. Ministrite Nõukogu esimees | 18 января 1984                                                                | [ 101 ]         |
| 19     |               | Бруно Саул (1932—2022) эст. Bruno Saul (Бруно Эдуардович Сауль)                       | 18 января 1984   | СМ ЭССР                          | Коммунистическая партия (большевиков) Эстонии → Коммунистическая партия Эстонии | Председатель Совета министров эст. Ministrite Nõukogu esimees | 16 ноября 1988                                                                | [ 102 ]         |
| 20     |               | Индрек Тооме (1943—2023) эст. Indrek Toome (Индрек Хербертович Тооме)                 | 16 ноября 1988   | СМ ЭССР                          | Коммунистическая партия (большевиков) Эстонии → Коммунистическая партия Эстонии | Председатель Совета министров эст. Ministrite Nõukogu esimees | 3 апреля 1990                                                                 | [ 103 ]         |
| 21     |               | Эдгар Сависаар (1950—2022) эст. Edgar Savisaar (Эдгар Эльмарович Сависаар)            | 3 апреля 1990    | 8 мая 1990                       | Народный фронт Эстонии                                                          | Председатель Совета министров эст. Ministrite Nõukogu esimees | Сависаар                                                                      | [ 104 ] [ 105 ] |
| 21     | 8 мая 1990    | Эдгар Сависаар (1950—2022) эст. Edgar Savisaar (Эдгар Эльмарович Сависаар)            | 29 января 1992   | премьер-министр эст. peaminister | Народный фронт Эстонии                                                          |                                                               | Сависаар                                                                      | [ 104 ] [ 105 ] |
|        | 8 мая 1990    | Эдгар Сависаар (1950—2022) эст. Edgar Savisaar (Эдгар Эльмарович Сависаар)            | 29 января 1992   | премьер-министр эст. peaminister | Центристская партия Эстонии в составе разнородной коалиции                      |                                                               | Сависаар                                                                      | [ 104 ] [ 105 ] |
| 22 (I) |               | Тийт Вяхи (1947—) эст. Tiit Vähi                                                      | 29 января 1992   | премьер-министр эст. peaminister | 22 октября 1992                                                                 | Эстонская коалиционная партия в составе разнородной коалиции  | Вяхи (I)                                                                      | [ 106 ] [ 107 ] |

### Правительство Отто Тиефа (1944)
14 февраля 1944 года состоялось первое заседание Национального комитета Эстонской Республики (эст. Eesti Vabariigi Rahvuskomitee) — предпарламента, возникшего в оккупированной Вермахтом Эстонии. Комитет был создан политиками, представлявшими существовавшие в довоенной Эстонской Республике партии, его целью было восстановление независимости Эстонии на основании принципа правопреемственности Эстонской Республики. 20 апреля 1944 года в Таллинне Национальным комитетом были отменены все законодательные акты, принятые в Эстонии, начиная с 21 июня 1940 года; тем самым восстанавливались полномочия Йюри Улуотса как премьер-министра, и он согласно третьей конституции стал исполняющим обязанности президента. 1 августа Комитет провозгласил себя носителем высшей государственной власти в Эстонии, определив в опубликованной декларации свои задачи: «осуществление государственной власти до вступления в Эстонии в действие конституционных органов, а особенно организация защиты Эстонского государства и народа». 19 августа Улуотс вышел в радиоэфир с призывом приложить все силы для борьбы с наступающими войсками Красной Армии и вступать в про-германские коллаборационистские формирования. После решения немцев вывести войска из Эстонии Улуотс 18 сентября 1944 г. утвердил правительство во главе с Отто Тиефом, с июля руководившим Национальным комитетом. Через два дня Комитет прекратил свою деятельность. Правительство Тиефа просуществовало несколько дней до занятия Таллинна Красной армией 24 сентября 1944 года.
| Портрет | Имя (годы жизни)                     | Полномочия       | Полномочия       | Кабинет | Пр.                     |
| Портрет | Имя (годы жизни)                     | Начало           | Окончание        | Кабинет | Пр.                     |
| ------- | ------------------------------------ | ---------------- | ---------------- | ------- | ----------------------- |
|         | Отто Тиеф (1889—1976) эст. Otto Tief | 18 сентября 1944 | 24 сентября 1944 | Тиеф    | [ 111 ] [ 112 ] [ 113 ] |

### Правительство в изгнании (1953—1992)
После того, как Йюри Улуотс умер 9 января 1945 года, Аугуст Рей, как старейший из оставшихся членов правительства, взял на себя организационную роль по сохранению эстонской государственности, что было поддержано уцелевшими от ареста членами правительства, бежавшими в Швецию. 12 января 1953 года в Осло (Норвегия) Рей провозгласил официальное правительство Эстонии в изгнании во главе с Йоханнесом Сиккаром. Из трёх стран Балтии только Эстония создала официальное правительство в изгнании (в Латвии и Литве суверенная власть была возложена на их дипломатические миссии). В Эстонии дипломатические миссии также были основным инструментом ведения ежедневных государственных дел (например, выдачи паспортов), особо значимую роль играло эстонское консульство в Нью-Йорке. Находившееся в Осло правительство в значительной степени имело символический характер. При этом сложились две линии руководства правительства в изгнании: первая, премьер-министр (эст. peaminister) — руководитель государства в изгнании, и вторая, заместитель премьер-министра (эст. peaministri asetäitjad) — руководитель правительства в изгнании (часто, но не всегда, эти посты замещались одним и тем же лицом). Последний премьер-министр — руководитель государства Хейнрих Марк закончил работу правительства в изгнании, передав свои верительные грамоты избранному президенту Эстонии Леннарту-Георгу Мери, который 8 октября 1992 года выступил с заявлением, поблагодарив правительство Эстонии в изгнании за то, что оно было хранителем правовой преемственности эстонского государства.
|        | Портрет      | Имя (годы жизни)                                   | Полномочия       | Полномочия      | Кабинет         | Пр.             |
| Начало | Портрет      | Имя (годы жизни)                                   | Окончание        |                 | Кабинет         | Пр.             |
| ------ | ------------ | -------------------------------------------------- | ---------------- | --------------- | --------------- | --------------- |
| А      |              | Йоханнес Сиккар (1897—1960) эст. Johannes Sikkar   | 12 января 1953   | 22 августа 1960 | Сиккар          | [ 112 ] [ 116 ] |
| Б (I)  |              | Тынис Кинт (1896—1991) эст. Tõnis Kint             | 22 августа 1960  | 1 января 1962   | Сиккар          | [ 116 ] [ 117 ] |
| В      |              | Александер Варма (1890—1970) эст. Aleksander Warma | 1 января 1962    | 29 марта 1963   | Варма           | [ 118 ] [ 119 ] |
| и. о.  |              | Тынис Кинт (1896—1991) эст. Tõnis Kint             | 30 марта 1963    | 1 марта 1964    | Варма           | [ 117 ] [ 119 ] |
| Б (II) | 1 марта 1964 | Тынис Кинт (1896—1991) эст. Tõnis Kint             | 23 декабря 1970  | Кинт            | [ 117 ] [ 120 ] |                 |
| и. о.  |              | Аугуст Коэрн (1896—1991) эст. August Koern         | 23 декабря 1970  | Кинт            | 8 мая 1971      | [ 112 ] [ 120 ] |
| В      |              | Хенрик Марк (1911—2004) эст. Heinrich Mark         | 8 мая 1971       | 1 марта 1990    | Марк            | [ 121 ] [ 122 ] |
| и. о.  |              | Энно Пенно (1930—2016) эст. Enno Penno             | 1 марта 1990     | 20 июня 1990    | Марк            | [ 112 ] [ 122 ] |
| Г      | 20 июня 1990 | Энно Пенно (1930—2016) эст. Enno Penno             | 15 сентября 1992 | Пенно           | [ 112 ] [ 123 ] |                 |

## Вторая Республика (с 1992)
Согласно конституции 1992 года главой правительства (эст. Vabariigi Valitsus) является премьер-министр Эстонии (эст. Eesti peaminister). Кандидат на пост главы правительства назначается президентом республики в течение 14 дней с момента отставки предыдущего состава правительства. Это решение обычно принимается после консультаций с лидерами представленных в Рийгикогу (парламенте) политических сил. Для начала формирования нового состава кабинета назначенный президентом кандидат должен получить соответствующие полномочия от парламента, который принимает решение по кандидатуре премьер-министра путём открытого голосования после заслушивания его доклада об основах формирования будущего правительства.
|             | Портрет        | Имя (годы жизни)                          | Полномочия      | Полномочия | Партия | Выборы | Кабинет    | Пр.                     |
| Начало      | Портрет        | Имя (годы жизни)                          | Окончание       | | Партия | Выборы | Кабинет    | Пр.                     |
| ----------- | -------------- | ----------------------------------------- | --------------- | --- | --- | --- | ---------- | ----------------------- |
| 23 (I)      |                | Март Лаар (1960—) эст. Mart Laar          | 21 октября 1992 | 8 ноября 1994 | Национальная коалиционная партия «Отечество» в коалиции с Эстонской партией национальной независимости, Эстонской либерально-демократической партией и избирательным союзом «Умеренные» | 1992 | Лаар (I)   | [ 125 ] [ 126 ] [ 127 ] |
| 24          |                | Андрес Таранд (1940—) эст. Andres Tarand  | 8 ноября 1994   | 17 апреля 1995 | Эстонская социал-демократическая партия (в составе избирательного союза «Умеренные») в коалиции с Национальной коалиционной партией «Отечество», Эстонской партией национальной независимости, Эстонской либерально-демократической партией и Народной партией республиканцев и консерваторов | 1992 | Таранд     | [ 128 ]                 |
| 22 (II—III) |                | Тийт Вяхи (1947—) эст. Tiit Vähi          | 17 апреля 1995  | 6 ноября 1995 | Эстонская коалиционная партия (в составе избирательного союза с Эстонской партией селян) в коалиции с Центристской партией Эстонии | 1995 | Вяхи (II)  | [ 129 ]                 |
| 22 (II—III) | 6 ноября 1995  | Тийт Вяхи (1947—) эст. Tiit Vähi          | 17 марта 1997   | Эстонская коалиционная партия (в составе избирательного союза с Эстонской партией селян) в коалиции с Партией реформ Эстонии     | Вяхи (III) | 1995 | [ 130 ]    |                         |
| 25          |                | Март Сийманн (1946—) эст. Mart Siimann    | 17 марта 1997   | 25 марта 1999 | Эстонская коалиционная партия (в составе избирательного союза с Эстонской партией селян) | 1995 | Сийманн    | [ 131 ]                 |
| 23 (II)     |                | Март Лаар (1960—) эст. Mart Laar          | 25 марта 1999   | 28 января 2002 | Союз Отечества в коалиции с Умеренной народной партией и Партией реформ Эстонии | 1999 | Лаар (II)  | [ 125 ] [ 127 ] [ 132 ] |
| 26          |                | Сийм Каллас (1948—) эст. Siim Kallas      | 28 января 2002  | 10 апреля 2003 | Партия реформ Эстонии в коалиции с Центристской партией Эстонии | 1999 | Каллас     | [ 133 ] [ 134 ]         |
| 27          |                | Юхан Партс (1966—) эст. Juhan Parts       | 10 апреля 2003  | 12 апреля 2005 | Партия Res Publica в коалиции с Партией реформ Эстонии и Народным союзом Эстонии | 2003 | Партс      | [ 135 ] [ 136 ]         |
| 28 (I—III)  |                | Андрус Ансип (1956—) эст. Andrus Ansip    | 12 апреля 2005  | 5 апреля 2007 | Партия реформ Эстонии в коалиции с Центристской партией Эстонии и Народным союзом Эстонии | 2003 | Ансип (I)  | [ 137 ] [ 138 ]         |
| 28 (I—III)  | 5 апреля 2007  | Андрус Ансип (1956—) эст. Andrus Ansip    | 6 апреля 2011   | Партия реформ Эстонии в коалиции с Союзом Отечества и Res Publica и Социал-демократической партией Эстонии (до 21 мая 2009 года) | 2007 | Ансип (II) | [ 139 ]    |                         |
| 28 (I—III)  | 6 апреля 2011  | Андрус Ансип (1956—) эст. Andrus Ansip    | 26 марта 2014   | Партия реформ Эстонии в коалиции с Союзом Отечества и Res Publica                                                                | 2011 | Ансип (III) | [ 140 ]    |                         |
| 29 (I—II)   |                | Таави Рыйвас (1979—) эст. Taavi Rõivas    | 26 марта 2014   | 9 апреля 2015 | 2011 | Партия реформ Эстонии в коалиции с Социал-демократической партией Эстонии                                        | Рыйвас (I) | [ 141 ] [ 142 ]         |
| 29 (I—II)   | 9 апреля 2015  | Таави Рыйвас (1979—) эст. Taavi Rõivas    | 23 ноября 2016  | Партия реформ Эстонии в коалиции с Социал-демократической партией Эстонии и Союзом Отечества и Res Publica                       | 2015 | Рыйвас (II) | [ 143 ]    |                         |
| 30 (I—II)   |                | Йюри Ратас (1978—) эст. Jüri Ratas        | 23 ноября 2016  | 29 апреля 2019 | 2015 | Центристская партия Эстонии в коалиции с Социал-демократической партией Эстонии и Союзом Отечества и Res Publica | Ратас (I)  | [ 144 ] [ 145 ]         |
| 30 (I—II)   | 29 апреля 2019 | Йюри Ратас (1978—) эст. Jüri Ratas        | 26 января 2021  | Центристская партия Эстонии в коалиции с Консервативной народной партией Эстонии и партией «Отечество»                           | 2019 | Ратас (II) | [ 146 ]    |                         |
| 31 (I—III)  |                | Кая Каллас (1977—) эст. Kaja Kallas       | 26 января 2021  | 18 июля 2022 | 2019 | Партия реформ Эстонии в коалиции с Центристской партией Эстонии                                                  | Каллас (I) | [ 147 ] [ 148 ] [ 149 ] |
| 31 (I—III)  | 18 июля 2022   | Кая Каллас (1977—) эст. Kaja Kallas       | 17 апреля 2023  | Партия реформ Эстонии в коалиции с Социал-демократической партией Эстонии и партией «Отечество»                                  | 2019 | Каллас (II) |            | [ 147 ] [ 148 ] [ 149 ] |
| 31 (I—III)  | 17 апреля 2023 | Кая Каллас (1977—) эст. Kaja Kallas       | 23 июля 2024    | Партия реформ Эстонии в коалиции с Социал-демократической партией Эстонии и партией Эстония 200                                  | 2023 | Каллас (III) |            | [ 147 ] [ 148 ] [ 149 ] |
| 32          |                | Кристен Михал (1975—) эст. Kristen Michal | 23 июля 2024    | Партия реформ Эстонии в коалиции с Социал-демократической партией Эстонии и партией Эстония 200                                  | 2023 | действующий | Михал      | [ 150 ]                 |